# William Shakespeare (sångare)
William Shakespeare, artistnamn för John Stanley Cave, även känd som John Cabe och Billy Shake, född 1948 i Sydney, New South Wales, död 5 oktober 2010, var en australisk glamrocksångare.
William Shakespeare hade två stora hits i Australien 1974 med låtarna Can't Stop Myself from Loving You, som tog sig till andra plats på Australiens hitlista (Kent Music Report) och My Little Angel som tog sig till första plats på hitlistan. Båda låtarna skrevs av låtskrivarna och före detta The Easybeats-medlemmarna Vanda & Young som även producerat några av de första AC/DC albumen. Efter det släppte William Shakespeare ytterligare två singlar, Just the Way You Are och Last Night. Ingen av de singlarna blev någon stor hit.